# حبيبة بنت جحش
أم حبيبة بنت جحش، وقيل: حبيبة بنت جحش وقيل بل: أم حبيب بنت جحش، صحابية، وبنت عمة النبي محمد، وأخت أم المؤمنين زينب بنت جحش وعبد الله بن جحش، أمها أميمة بنت عبد المطلب، وكانت تحت عبد الرحمن بن عوف، ولَم تلد لعبد الرحمن بن عوف شيئًا.
وعن عائشة أنّ أمّ حبيبة بنت جحش استحيضت سبع سنين، وكانت تحت عبد الرحمن بن عوف، فإن كانت لتخرج من المركن وقد غلبت حمرة الدم على الماء، فسألت رسول الله ﷺ عن ذلك فقال رسول الله ﷺ: «"إنّما هذا عرق وليست بحيضة فاغتسلي وصلّي"». وعن أم حبيبة بنت جحش: أنها استُحِيضت، فسألت رسول الله ﷺ، فأمرها بالغسل عند كل صلاة، فإن كانت لتخرج من المِرْكَنِ وقد علمت حُمرة الدم على الماء فتصلي.
وعن عَمْرة بنت عبد الرحمن، قالت: فكانت تغتسل عند كلّ صلاة. قال محمد بن عمر: « وبعضهم يغلط فيروي أنّ المستحاضة حَمْنَة بنت جحش ويظنّ أنّ كنيتها أمّ حَبِيبة.».

## الاختلاف في اسمها
بنات جحش ثلاث:
- زينب بنت جحش أم المؤمنين، كانت زوجة زيد بنِ حارثة، فطلقها فتزوجها النبي محمد، وهي التي ذكرها الله في سورة الأحزاب.
- حمنة بنت جحش، هي التي خاضت في الإفك، وكانت تحت طلحة بنِ عبيد الله.
- أم حبيبة، وكانت زوجةً لعبد الرحمن بنِ عوف، ويقال فيها - أيضاً -: أم حبيب -: قاله الإمام أحمد في رواية ابنه صالح، وأكثر الناس يسميها: أم حبيبة. وقال طائفة مِن المحققين: إنما هي أم حبيب، واسمها حبيبة، ففي تاريخ المفضل للغلابي - والظاهر أنه عَن يحيى بن معين؛ لأنه في سياق كلام حكاه عَنهُ -، قالَ: المستحاضة حبيبة بنت جحش، وكانت تحت عبد الرحمن ابن عوف، وهي أخت حمنة. وكذا ذكر الزبير بن بكار في كِتابِ الأنساب ، إلا أنه لَم يكنها، وكذا قالَ أبو بكر بن أبي داود. وحكى الدارقطني في علله عَن إبراهيم الحربي، أنه قالَ: الصحيح أن المستحاضة أم حبيب، واسمها حبيبة بنت جحش، وهي أخت حمنة، ومن قالَ فيهِ: أم حبيبة أو زينب فَقد وهم. قالَ الدارقطني: وقول إبراهيم صحيح، وكان مِن أعلم الناس بهذا الشأن. وقال ابن سعد في طبقاته : هي أم حبيب بنت جحش، واسمها: حبيبة. قالَ: وبعض أهل الحديث يقلب اسمها، فيقول: أم حبيبة. وحكى عَن الواقدي، أنه قالَ: بعضهم يغلط، فيروي أن المستحاضة حمنة بنت جحش، ويظن أن كنيتها أم حبيبة، والأمر على ما ذكرنا، هي أم حبيب حبيبة بنت جحش، وكانت تحت عبد الرحمن بنِ عوف، ولم تلد لَهُ شيئاً. وحكى البيهقي في كِتابِ المعرفة، عَن ابن المديني، أنه قالَ: أم حبيبة هي حمنة. وعن يحيى بنِ معين، أنها غيرها. ثُمَّ قالَ البيهقي: حديث ابن عقيل يدل على أنها غيرها، كَما قالَ يحيى. قال ابن رجب الحنبلي: رواية ابن عقيل، عَن ابن إبراهيم بنِ محمد بنِ طلحة، عَن عمه عمران بن طلحة، عَن أمه حمنة صريح في أنها حمنة لا تحتمل غير ذَلِكَ؛ لأن حمنة هي زوج طلحة بنِ عبيد الله، وولدت لَهُ عمران، وَهوَ رواي هَذا الحديث عَن أمه، [وأما أختها حبيبة فلم يكن لها ولد بالكلية -: قاله الزبير بنِ بكار وغيره]، حينئذ فيحتمل أن تكون حمنة استحيضت، وأختها حبيبة استحيضت - أيضاً. وقد حكى ابن عبد البر هَذا قولاً، قالَ: وقيل: إنهن كلهن استحضن - يعني: زينب، وأم حبيب، وحمنة. وعلى ما ذكره الأولون، فالمستحاضة هي أم حبيب حبيبة خاصة دونَ أختيها.[5]